# Creu Grossa (Vilobí del Penedès)
La Creu Grossa és una creu de terme de Vilobí del Penedès (Alt Penedès) situada al peu de la carretera BV-2127 km. 5,5, a la cruïlla amb el carrer de la Diputació (BV-2158).

## Descripció
És una creu de terme de quatre braços monolítica, elaborada en pedra granítica i que reposa sobre una base formada per quatre graons superposats. L'inferior és una base circular d'un diàmetre de 110 cm formada per un conjunt de 6 peces trapezoidals unides al centre. Sobre aquest es col·loca una altra base octogonal de 70 cm de diàmetre també formada per diverses peces. Sobre aquest es col·loca una altra base quadrangular de 50 x 50 x 30 cm d'alçada. Sobre aquesta s'aixeca l'últim graó també quadrangular de 40 x 40 x 20 cm. d'alçada, sobre el qual es col·loca directament la creu. Aquesta última és un sol bloc de pedra de 140 cm d'alçada x 60 cm d'amplada comptant com a única decoració afegida un petit rebaix que ressegueix el perímetre interior la creu.

## Història
Malgrat que no es compta amb dades concretes sobre els seus orígens o la seva data de manufactura, cal pensar que es tracta d'una creu esculpida a finals dels segle XIX o principis del segle xx, potser en substitució d'alguna més antiga. També cal pensar en que la base de graons sobre la qual s'aixeca, especialment els dos inferiors (circular i octogonal) poden ser reaprofitats de la creu anterior.